# كارولين هاركر
كارولين هاركر (بالإنجليزية: Caroline Harker)‏ هي ممثلة بريطانية، ولدت في 1966 في لندن في المملكة المتحدة.

## وصلات خارجية
- كارولين هاركر على موقع IMDb (الإنجليزية)
- كارولين هاركر على موقع قاعدة بيانات الفيلم (الإنجليزية)